# Gymnasium Tutzing
Das Gymnasium Tutzing ist ein 1951 gegründetes wirtschaftswissenschaftliches und sprachliches Gymnasium in Tutzing im Landkreis Starnberg.

## Geschichte
Im Jahr 1951 wurde das Mädchen-Realprogymnasium in der Kustermannvilla noch als private Einrichtung gegründet. Mit dem Abschluss des ersten Jahrgangs im Jahr 1958 wurde das Gymnasium unter dem Namen Realgymnasium Tutzing verstaatlicht.
Bereits 1956 zog die Schule in die Kallevilla um, die in den Jahren 1958, 1964, 1971 und 1973 um Erweiterungsbauten und Turnhallen erweitert wurde. Um die gestiegenen Zahlen von Schülern in den 1970er Jahren zu bewältigen, wurde die Schule schließlich um- und neugebaut und zog 1996 in die neuen Räumlichkeiten ein.
Nach jahrelangen Diskussionen beschlossen Kreistag und Gemeinderat im Jahr 2019, dass die Trägerschaft von letzterer auf den Landkreis Starnberg übergehen soll. Vertraglich wurde der Übergang aller Grundstücke, eine Generalsanierung und eine Schutzklausel vor Verkauf vereinbart. Eine mögliche Generalsanierung wurde 2022 vom Landkreis auf 2026 verschoben und soll neun Millionen Euro kosten. Stattdessen wurde der Nordbau für 1,3 Millionen Euro mit digitaler Infrastruktur aufgerüstet, bis 2025 soll auch der Südbau für eine weitere Million mit derselben digitalen Infrastruktur ausgestattet werden.

## Ausbildungsrichtungen
Das Gymnasium bietet zwei verschiedene Zweige an:
- Wirtschaftswissenschaftliches Gymnasium mit Schwerpunkt auf den Fächern Wirtschaft und Recht, Wirtschaftsinformatik und Sozialkunde.
- Sprachliches Gymnasium mit drei Fremdsprachen in der Reihenfolge Englisch, Latein oder Französisch sowie Spanisch oder Französisch.

## Programme
Es gibt verschiedene Wahlbereiche wie Studium generale oder Schülerzeitung sowie seit 2022 einen Schulpartnerschaft mit einer Dorfschule im Togo.

## Schülerzahl
- 1974: 949
- 2019: 750[3]

## Schulleiter
- 1951–1961: Johann Salomon
- 1961–1969: August Haberl
- 1969–1987: Benicke
- 1987–2004: Werner Hoffmann
- 2004–2005: Peter Rink
- 2005–2013: Thomas Franz
- 2013–2019: Bruno Habersetzer
- Seit 2019: Andreas Thalmeier[2]

## Bekannte Absolventen
- Gabriela von Habsburg (* 1956), Bildhauerin und Diplomatin
- Walburga Habsburg Douglas (* 1958), Juristin und Politikerin
- Karl Habsburg-Lothringen (* 1961), Politiker und Unternehmer
- Georg Habsburg-Lothringen (* 1964), Diplomat und Manager
- Annika Lau (* 1979), Radio- und Fernsehmoderatorin